# Hr. Ms. Johan Maurits van Nassau
La Hr. Ms. Johan Maurits van Nassau fu una cannoniera della Marina militare olandese, unica della sua classe, entrata in servizio nel 1933; partecipò alle fasi iniziali della seconda guerra mondiale, finendo affondata il 14 maggio 1940 durante l'invasione tedesca dei Paesi Bassi.

## Storia
Impostata nei cantieri Koninklijke Maatschappij de Schelde di Flessinga il 17 luglio 1931, la nave venne varata il 20 agosto 1932 con il nome di Johan Maurits van Nassau, in onore di Giovanni Maurizio di Nassau-Siegen (1604–1679). L'unità entrò poi in servizio il 5 aprile 1933. La nave era stata specificamente costruita per svolgere compiti di sorveglianza nelle Antille Olandesi, dove alcuni sconfinamenti di ribelli venezuelani nel corso del 1928 avevano intaccato il prestigio e la sovranità olandese sull'arcipelago; la Maurits van Nassau fu costruita come versione migliorata della precedente classe Flores, di cui riprendeva l'armamento principale (tre cannoni da 150 mm) ma con un notevole incremento dell'armamento antiaereo.
Allo scoppio della seconda guerra mondiale nel settembre del 1939, la Maurits van Nassau si trovava nelle Indie occidentali impegnata in normali attività di pattugliamento, in attesa di essere rilevata dalla nuova cannoniera Hr. Ms. Van Kinsbergen in arrivo dalla madrepatria. Rientrata nei Paesi Bassi, il 10 maggio 1940 la cannoniera fu coinvolta negli eventi dell'invasione tedesca degli stessi: dislocata inizialmente al largo di Flessinga, fu attaccata da bombardieri tedeschi ma riuscì a non riportare danni e ad abbattere un velivolo nemico. Il 12 maggio ricevette l'ordine di bombardare insieme al cacciatorpediniere Hr. Ms. Van Galen l'aeroporto di Waalhaven, vicino a Rotterdam, occupato da reparti di paracadutisti tedeschi, ma mentre le due navi erano in rotta per l'obiettivo furono attaccate da bombardieri nemici e il Van Galen affondato, portando alla cancellazione della missione. Tornata a Den Helder, quello stesso 12 maggio la cannoniera prese parte alla battaglia dell'Afsluitdijk, sostenendo con i suoi cannoni i reparti dell'esercito olandese impegnati contro la 1. Kavallerie-Division tedesca.
Davanti al disfacimento delle difese olandesi, il 14 maggio 1940 la cannoniera ricevette ordine di salpare da Den Helder alla volta dell'Inghilterra insieme ai dragamine Jan van Brakel, Douwe Aukes e Nautilus e alle torpediniere G 13 e G 15. Nel pomeriggio, circa 16 chilometri ad ovest di Callantsoog, il piccolo convoglio olandese finì sotto attacco da parte dei bombardieri tedeschi: la Maurits van Nassau, l'unità di maggiori dimensioni, attirò l'attenzione dei piloti tedeschi venendo colpita da due o tre bombe che appiccarono il fuoco al deposito delle munizioni; l'unità fu abbandonato dall'equipaggio e si inabissò poco dopo. Diciassette marinai olandesi morirono nell'affondamento o successivamente a causa delle ferite riportate, sebbene gran parte dell'equipaggio dell'unità fosse prontamente recuperato dalla nave soccorso Dorus Rijkers.